# James Rodríguez
James David Rodríguez Rubio (am [ˈxames roˈðɾiɣes]; n. 12 iulie 1991, Cúcuta, Columbia) este un fotbalist columbian și spaniol, care joacă pe post de mijlocaș lateral sau atacant la Club León în Primera División de México. Pe plan internațional, are prezențe la națională pentru Columbia, Columbia U17⁠(d) și Columbia U20⁠(d).
James Rodríguez s-a făcut remarcat la Cupa Mondială din 2014 unde a câștigat Gheata de Aur. Real Madrid l-a cumpărat, iar după câtva timp l-a împrumutat la Bayern München.

## Statistici carieră

### Club
La meciul jucat pe 29 aprilie 2024.
| Club                      | Sezon         | Campionat                  | Campionat | Campionat | Cupă    | Cupă   | Cupa Ligii | Cupa Ligii | Continental | Continental | Altele  | Altele | Total   | Total  |
| Club                      | Sezon         | Divizie                    | Meciuri   | Goluri    | Meciuri | Goluri | Meciuri    | Goluri     | Meciuri     | Goluri      | Meciuri | Goluri | Meciuri | Goluri |
| ------------------------- | ------------- | -------------------------- | --------- | --------- | ------- | ------ | ---------- | ---------- | ----------- | ----------- | ------- | ------ | ------- | ------ |
| Envigado                  | 2007          | Categoría Primera B        | 8         | 0         | —       | —      | —          | —          | —           | —           | —       | —      | 8       | 0      |
| Envigado                  | 2008          | Categoría Primera A        | 22        | 9         | —       | —      | —          | —          | —           | —           | —       | —      | 22      | 9      |
| Envigado                  | Total         | Total                      | 30        | 9         | —       | —      | —          | —          | —           | —           | —       | —      | 30      | 9      |
| Banfield                  | 2008–09       | Prima Divizie a Argentinei | 11        | 1         | —       | —      | —          | —          | —           | —           | —       | —      | 11      | 1      |
| Banfield                  | 2009–10       | Prima Divizie a Argentinei | 30        | 4         | —       | —      | —          | —          | 8           | 5           | —       | —      | 38      | 9      |
| Banfield                  | Total         | Total                      | 41        | 5         | —       | —      | —          | —          | 8           | 5           | —       | —      | 49      | 10     |
| Porto                     | 2010–11       | Primeira Liga              | 15        | 2         | 5       | 3      | 2          | 0          | 9           | 1           | —       | —      | 31      | 6      |
| Porto                     | 2011–12       | Primeira Liga              | 26        | 13        | 1       | 0      | 3          | 0          | 8           | 1           | —       | —      | 38      | 14     |
| Porto                     | 2012–13       | Primeira Liga              | 24        | 10        | 2       | 0      | 3          | 1          | 8           | 1           | 1       | 0      | 38      | 12     |
| Porto                     | Total         | Total                      | 65        | 25        | 8       | 3      | 8          | 1          | 25          | 3           | 1       | 0      | 107     | 32     |
| Monaco                    | 2013–14       | Ligue 1                    | 34        | 9         | 3       | 1      | 1          | 0          | —           | —           | —       | —      | 38      | 10     |
| Real Madrid               | 2014–15       | La Liga                    | 29        | 13        | 4       | 2      | —          | —          | 9           | 1           | 4       | 1      | 46      | 17     |
| Real Madrid               | 2015–16       | La Liga                    | 26        | 7         | 1       | 0      | —          | —          | 5           | 1           | —       | —      | 32      | 8      |
| Real Madrid               | 2016–17       | La Liga                    | 22        | 8         | 3       | 3      | —          | —          | 6           | 0           | 2       | 0      | 33      | 11     |
| Real Madrid               | 2019–20       | La Liga                    | 8         | 1         | 3       | 0      | —          | —          | 2           | 0           | 1       | 0      | 14      | 1      |
| Real Madrid               | Total         | Total                      | 85        | 29        | 11      | 5      | —          | —          | 22          | 2           | 7       | 1      | 125     | 37     |
| Bayern München (împrumut) | 2017–18       | Bundesliga                 | 23        | 7         | 4       | 0      | —          | —          | 12          | 1           | 0       | 0      | 39      | 8      |
| Bayern München (împrumut) | 2018–19       | Bundesliga                 | 20        | 7         | 3       | 0      | —          | —          | 5           | 0           | 0       | 0      | 28      | 7      |
| Bayern München (împrumut) | Total         | Total                      | 43        | 14        | 7       | 0      | —          | —          | 17          | 1           | 0       | 0      | 67      | 15     |
| Everton                   | 2020–21       | Premier League             | 23        | 6         | 2       | 0      | 1          | 0          | —           | —           | —       | —      | 26      | 6      |
| Al-Rayyan                 | 2021-22       | Qatar Stars League         | 12        | 4         | 3       | 1      | 0          | 0          | 0           | 0           | —       | —      | 15      | 5      |
| Al-Rayyan                 | 2022-23       | Qatar Stars League         | 1         | 0         | —       | —      | —          | —          | —           | —           | —       | —      | 1       | 0      |
| Al-Rayyan                 | Total         | Total                      | 13        | 4         | 3       | 1      | 0          | 0          | 0           | 0           | —       | —      | 16      | 5      |
| Olympiacos                | 2022-23       | Superliga Greciei          | 20        | 5         | 3       | 0      | —          | —          | 0           | 0           | —       | —      | 23      | 5      |
| São Paulo                 | 2023          | Série A                    | 12        | 1         | 0       | 0      | —          | —          | 2           | 0           | —       | —      | 14      | 1      |
| São Paulo                 | 2024          | Série A                    | 2         | 0         | 0       | 0      | —          | —          | 2           | 0           | 4       | 1      | 8       | 1      |
| São Paulo                 | Total         | Total                      | 14        | 1         | 0       | 0      | —          | —          | 4           | 0           | 4       | 1      | 22      | 2      |
| Rayo Vallecano            | 2024–25       | La Liga                    | 0         | 0         | 0       | 0      | —          | —          | —           | —           | —       | —      | 0       | 0      |
| Total carieră             | Total carieră | Total carieră              | 373       | 106       | 37      | 10     | 10         | 1          | 76          | 11          | 12      | 2      | 507     | 131    |

1. 1 2  Apariții în Copa Libertadores
2. ↑  Apariții în UEFA Europa League
3. ↑  Șase apariții și un gol în UEFA Champions League, două apariții în UEFA Europa League
4. 1 2 3 4 5 6 7  Apariții în UEFA Champions League
5. ↑  Apariție în Supertaça Cândido de Oliveira
6. ↑  Două apariții și un gol în Supercopa de España, o apariție în Supercupa Europei UEFA, o apariție în Cupa Mondială a Cluburilor FIFA
7. ↑  O apariție în Supercupa UEFA, o apariție la Cupa Mondială a Cluburilor FIFA
8. ↑  Apariție în Supercopa de España
9. ↑  Apariții în Copa Sudamericana
10. ↑  Apariții în Campeonato Paulista

### Echipa națională

#### Goluri internaționale
| #   | Data               | Stadion                                                        | Oponent                    | Scor | Rezultat | Competiția                                             |
| --- | ------------------ | -------------------------------------------------------------- | -------------------------- | ---- | -------- | ------------------------------------------------------ |
| 1.  | 3 iunie 2012       | Estadio Nacional, Lima, Peru                                   | Peru                       | 1–0  | 1–0      | Calificările pentru Campionatul Mondial de Fotbal 2014 |
| 2.  | 11 septembrie 2012 | Estadio Monumental David Arellano, Santiago, Chile             | Chile                      | 1–1  | 3–1      | Calificările pentru Campionatul Mondial de Fotbal 2014 |
| 3.  | 6 septembrie 2013  | Estadio Metropolitano Roberto Meléndez, Barranquilla, Columbia | Ecuador                    | 1–0  | 1–0      | Calificările pentru Campionatul Mondial de Fotbal 2014 |
| 4.  | 5 martie 2014      | Estadi Cornellà-El Prat, Barcelona, Spania                     | Tunisia                    | 1–0  | 1–1      | Meci amical                                            |
| 5.  | 6 iunie 2014       | Estadio Nuevo Gasómetro, Buenos Aires, Argentina               | Iordania                   | 1–0  | 3–0      | Meci amical                                            |
| 6.  | 14 iunie 2014      | Estádio Mineirão, Belo Horizonte, Brazilia                     | Grecia                     | 3–0  | 3–0      | Campionatul Mondial de Fotbal 2014                     |
| 7.  | 19 iunie 2014      | Estádio Nacional Mané Garrincha, Brasília, Brazilia            | Coasta de Fildeș           | 1–0  | 2–1      | Campionatul Mondial de Fotbal 2014                     |
| 8.  | 24 iunie 2014      | Arena Pantanal, Cuiabá, Brazilia                               | Japonia                    | 4–1  | 4–1      | Campionatul Mondial de Fotbal 2014                     |
| 9.  | 28 iunie 2014      | Estádio do Maracanã, Rio de Janeiro, Brazilia                  | Uruguay                    | 1–0  | 2–0      | Campionatul Mondial de Fotbal 2014                     |
| 10. | 28 iunie 2014      | Estádio do Maracanã, Rio de Janeiro, Brazilia                  | Uruguay                    | 2–0  | 2–0      | Campionatul Mondial de Fotbal 2014                     |
| 11. | 4 iulie 2014       | Estádio Castelão, Fortaleza, Brazilia                          | Brazilia                   | 1–2  | 1–2      | Campionatul Mondial de Fotbal 2014                     |
| 12  | 14 octombrie 2014  | Red Bull Arena, Harrison, SUA                                  | Canada                     | 1–0  | 1–0      | Meci amical                                            |
| 13  | 12 noiembrie 2015  | Estadio Nacional Julio Martínez Prádanos, Santiago, Chile      | Chile                      | 1–1  | 1–1      | Calificările pentru Campionatul Mondial de Fotbal 2018 |
| 14  | 24 martie 2016     | Estadio Hernando Siles, La Paz, Bolivia                        | Bolivia                    | 1–0  | 3–2      | Calificările pentru Campionatul Mondial de Fotbal 2018 |
| 15  | 3 iunie 2016       | Levi's Stadium, Santa Clara, SUA                               | Statele Unite ale Americii | 2–0  | 2–0      | Copa América Centenario                                |
| 16  | 7 iunie 2016       | Rose Bowl, Pasadena, SUA                                       | Paraguay                   | 2–0  | 2–1      | Copa América Centenario                                |
| 17  | 1 septembrie 2016  | Estadio Metropolitano Roberto Meléndez, Barranquilla, Columbia | Venezuela                  | 1–0  | 2–0      | Calificările pentru Campionatul Mondial de Fotbal 2018 |
| 18  | 23 martie 2017     | Estadio Metropolitano Roberto Meléndez, Barranquilla, Columbia | Bolivia                    | 1–0  | 1–0      | Calificările pentru Campionatul Mondial de Fotbal 2018 |
| 19  | 28 martie 2017     | Estadio Olímpico Atahualpa, Quito, Ecuador                     | Ecuador                    | 1–0  | 2–0      | Calificările pentru Campionatul Mondial de Fotbal 2018 |
| 20  | 13 iunie 2017      | Coliseum Alfonso Pérez, Getafe, Spania                         | Camerun                    | 1–0  | 4–0      | Meci amical                                            |
| 21  | 10 octombrie 2017  | Estadio Nacional, Lima, Peru                                   | Peru                       | 1–0  | 1–1      | Calificările pentru Campionatul Mondial de Fotbal 2018 |
| 22  | 11 octombrie 2018  | Raymond James Stadium, Tampa, SUA                              | Statele Unite ale Americii | 1–0  | 4–2      | Meci amical                                            |
| 23  | 17 noiembrie 2020  | Estadio Rodrigo Paz Delgado, Quito, Ecuador                    | Ecuador                    | 1–4  | 1–6      | Calificările pentru Campionatul Mondial de Fotbal 2022 |
| 24  | 29 martie 2022     | Polideportivo Cachamay, Ciudad Guayana, Venezuela              | Venezuela                  | 1–0  | 1–0      | Calificările pentru Campionatul Mondial de Fotbal 2022 |
| 25  | 24 septembrie 2022 | Red Bull Arena, Harrison, SUA                                  | Guatemala                  | 1–0  | 4–1      | Meci amical                                            |
| 26  | 24 martie 2023     | Ulsan Munsu Football Stadium, Ulsan, Coreea de Sud             | Coreea de Sud              | 1–2  | 2–2      | Meci amical                                            |
| 27  | 12 octombrie 2023  | Estadio Metropolitano Roberto Meléndez, Barranquilla, Columbia | Uruguay                    | 1–0  | 2–2      | Calificările pentru Campionatul Mondial de Fotbal 2026 |
| 28  | 6 iulie 2024       | State Farm Stadium, Glendale, SUA                              | Panama                     | 2–0  | 5–0      | Copa América 2024                                      |

## Palmares

### Club
Envigado
- Primera B Colombia (1): 2007

Banfield
- Primera División Argentina (1): Apertura 2009

Porto
- Primeira Liga (3): 2010–11, 2011–12, 2012–13
- Taça de Portugal (1): 2010–11
- Supertaça Cândido de Oliveira (3): 2010, 2011, 2012
- UEFA Europa League (1): 2010–11

Real Madrid
- Supercupa Europei (1): 2014
- Campionatul Mondial al Cluburilor FIFA (1): 2014

### Internațional
Columbia
- Turneul din Toulon: 2011

### Individual
- Omul meciului în finala Taça de Portugal (1): 2011
- LPFP Primeira Liga Breakthrough Player of the Year: 2011–12
- SJPF Player of the Month: august 2012, septembrie 2012
- Record Team of the Year (2): 2012,[5] 2013

O Jogo Team of the Year (2): 2012, 2013
- Portuguese Golden Ball: 2012
- Lider la numărul de pase decisive în Ligue 1 (1): 2013-14
- UNFP Ligue 1 XI (1): 2013-14[7]
- Jucătorul anului la AS Monaco (1): 2013-14[8]
- Gheata de Aur a Campionatului Mondial de Fotbal (1): 2014[9]
- ”Omul meciului” la Campionatul Mondial de Fotbal 2014 (3): vs. Grecia, vs. Coasta de Fildeș, vs. Uruguay
- Premiul Puskas : 2014

## Legături externe
- Materiale media legate de James Rodríguez la Wikimedia Commons
- es  BDFA profile
- es  Argentine Primera statistics